# Судова ентомологія

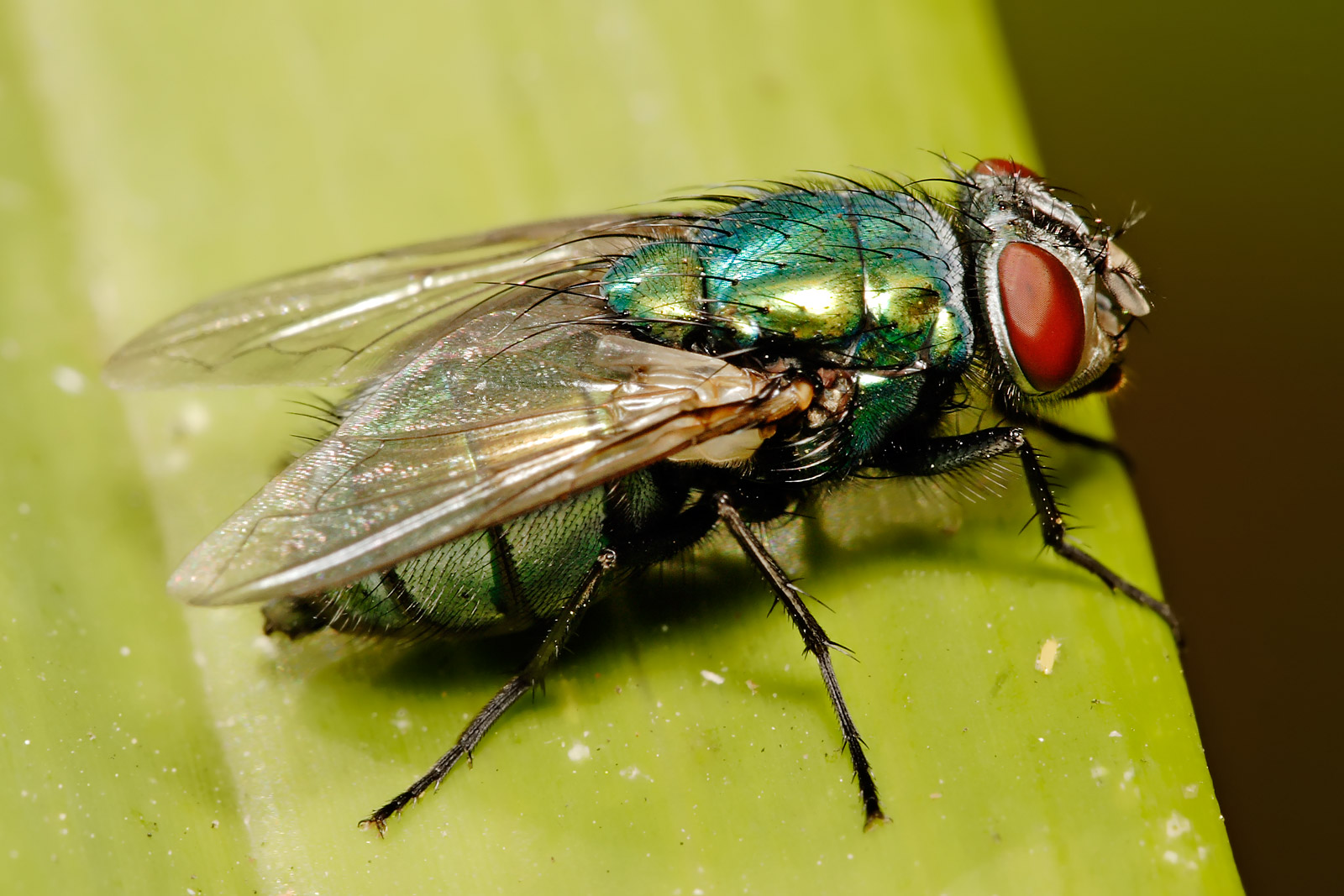
У XIII столітті, на зорі судової ентомології в Стародавньому Китаї використовували м'ясних мух при вирішенні справ про вбивства.

Судова або судово-медична ентомологія (англ. Forensic entomology) — розділ  судової медицини і  ентомології, який вивчає особливості розвитку комах на трупі і характер викликаних ними пошкоджень.

## Загальні відомості
Вік трупа визначається на основі наступної градації появи різних стадій розвитку м'ясних мух на ньому: до 4 годин — немає ні яєць ні личинок,
4-6 год — 10-12 год — кладки яєць,
24 години — поява личинок,
36 год — 2-3 доби — 1 тиждень збільшення розмірів личинок,
2 тижні — початок заляльковування.
В даний час існують спеціалізовані товариства:
- European Association for Forensic Entomology .
- North American Forensic Entomological Society .

Матеріали судово-медичної ентомології широко використовуються в детективній літературі і фільмах (наприклад, в трилері «Мовчання ягнят»). Одна з падальних мух — Cochliomyia hominivorax — описана в бестселері Метью Перла «Дантів клуб».

## Історія
Судова ентомологія має давню історію, йде корінням в Древній Китай. Своїм зародженням вона пов'язана з іменами китайського медексперта Сун Ці (Song Ci; 1186—1249), італійського натураліста Франческо Реді (1626—1697) і французького лікаря Луїса Бергера (Louis François Etienne Bergeret (1814—1893)).
- Ентомологія судово-медична в Стародавньому Китаї. У праці по судово-медичній експертизі епохи  династії Сун (960—1279) Збірник випадків по виправленню судових помилок, опублікованому Сун Ці в 1247 р. містяться найдавніші відомі випадки по використанню судової ентомології[7] У справі про вбивство 1235 р. був зарізаний житель села. Розслідування встановило, що рани були нанесені серпом, інструментом, що використовується для зрізання рису під час збирання врожаю. Цей факт привів слідчих до підозри щодо селян, які працювали на збиранні рису разом з убитим. Місцевий магістрат зібрав жителів села на міській площі зі своїми серпами, їх поклали на траву і відійшли в бік. Через кілька хвилин маса  м'ясних мух зібралася навколо тільки одного серпа, залучені запахом слідів крові, невидимих неозброєним оком. Всім стало очевидно, що власник цього серпа є винуватцем. Останній, благаючи про помилування, був затриманий владою.[7]

## Комахи
Из насекомых могут использоваться:
- мухи (Calliphoridae, Muscidae, Piophilidae, Sarcophagidae, Phoridae, Sphaeroceridae, Fanniidae, Sepsidae, Heleomyzidae, Stratiomyidae),
- жуки (Staphylinidae, Histeridae, Silphidae, Cleridae, Trogidae, Dermestidae, Scarabaeidae),
- мурашки[9] та ін.

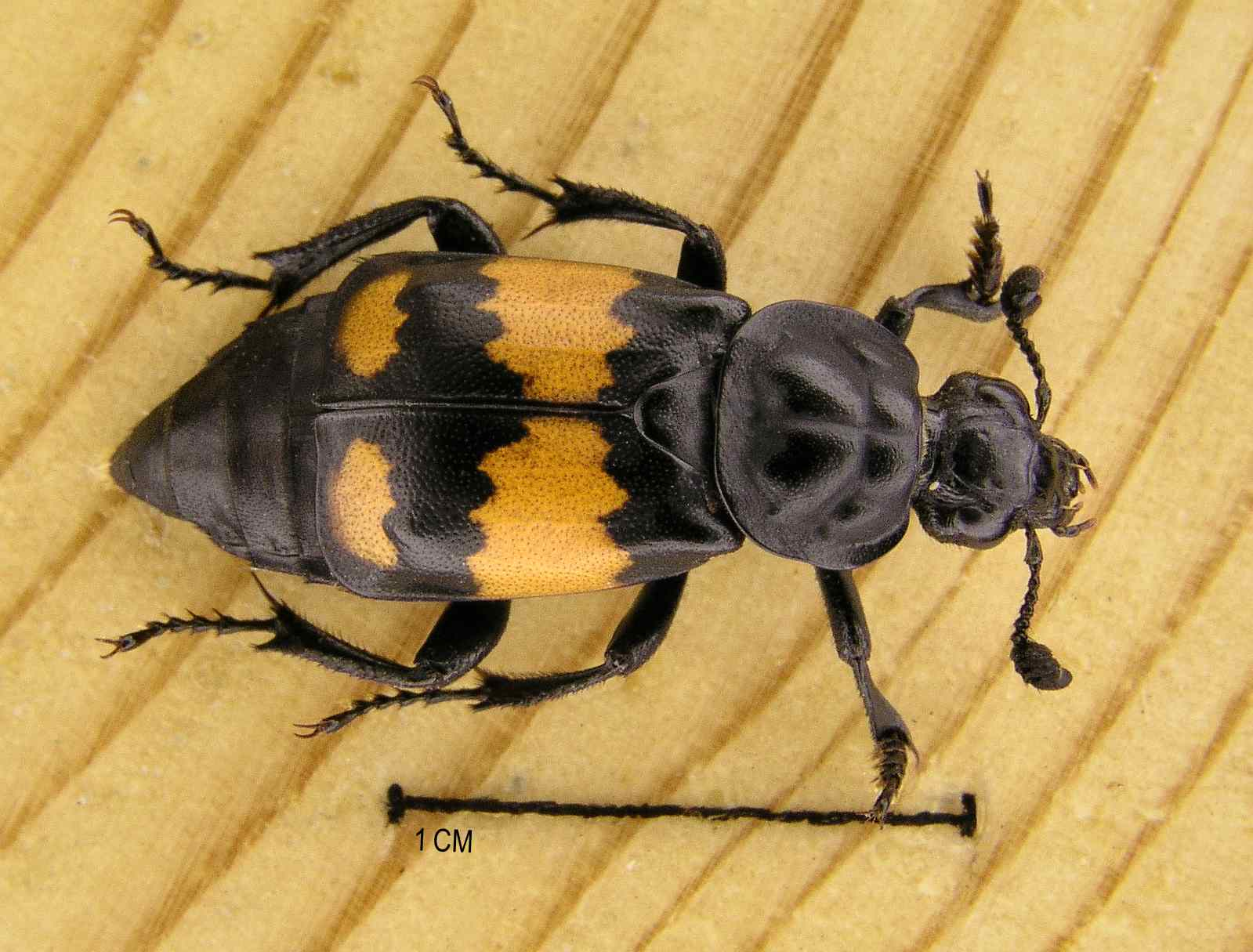
Жуки-могильники (Nicrophorus)
Падальні мухи (Calliphoridae)
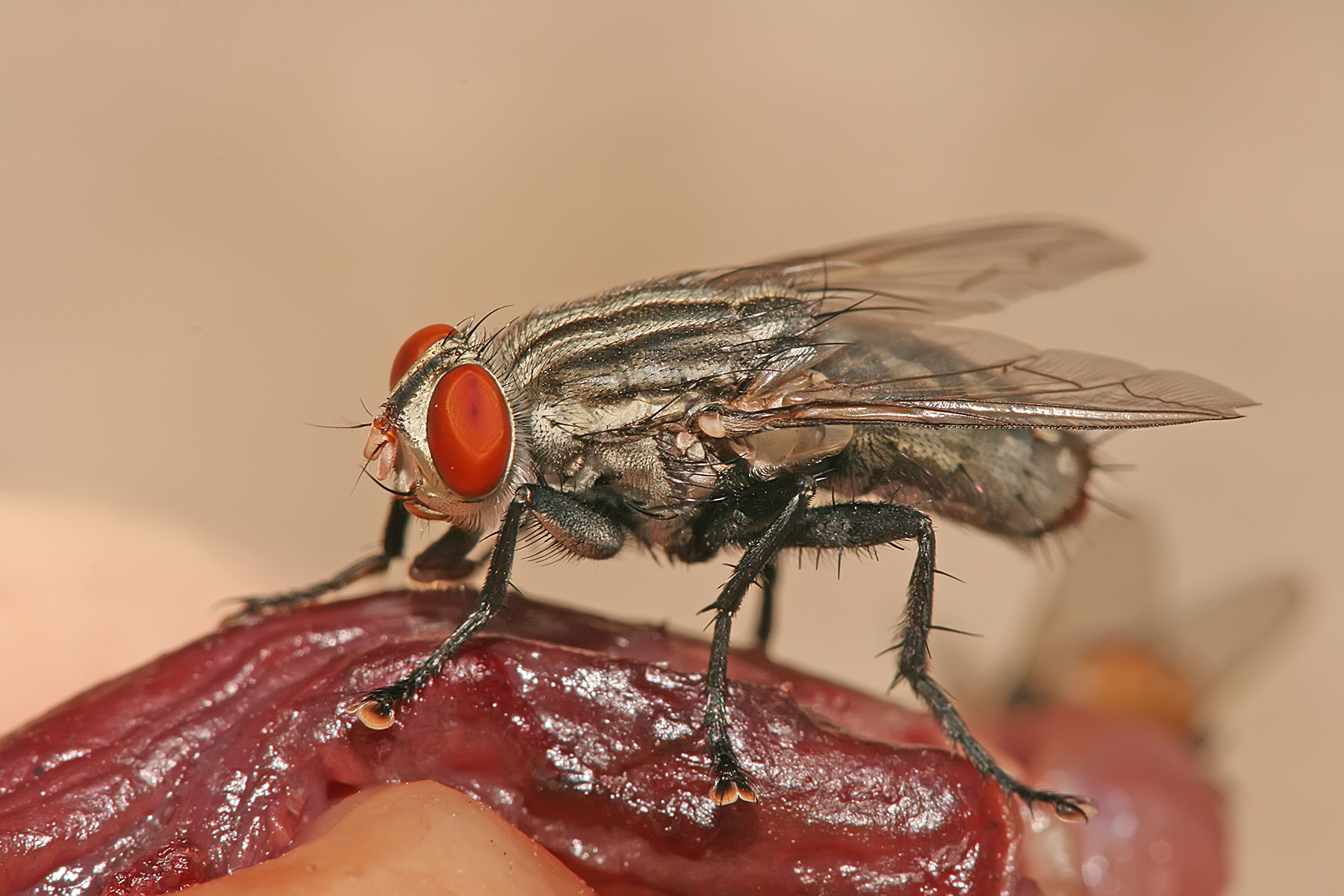
Sarcophaga nodosa

## Методи дослідження
З метою визначення часу  давності смерті (ДС) або часу переміщення трупа (ПТ), використовують такі методи судової ентомології: математичні методи (метричні і температурні), фауністичні методи (таксонів-екологічний для ДС, порівняльний для ПТ), лабораторного і комп'ютерного моделювання, комбіновані та інші.

#### Ресурси Інтернету
- Маленькие свидетели больших событий. Обзор судебной энтомологии
- Подборка статей по Forensic Entomology. pdf(англ.)
- www.forensic-entomology.com — Dr. Jason H. Byrd
- European Association for Forensic Entomology. (англ.)